# Sotto voce (pel·lícula)
|  | Per a altres significats, vegeu «sotto voce». |

Sotto voce és una pel·lícula de l'Argentina filmada en colors dirigida per Mario Levin sobre el seu propi guió escrit en col·laboració amb Roberto Scheuer segons la novel·la Tennessee, de Luis Gusmán que es va estrenar el 28 de novembre de 1996 i que va tenir com a actors principals a Lito Cruz, Patricio Contreras, Norma Pons i Martín Adjemián. El director és un psicoanalista.

## Sinopsi
Una jove bella, hereva d'una fortuna, sospita que la mort del seu pare en un cinema durant la projecció d'una pel·lícula, no ha estat per causes naturals pel que inicia una recerca al costat d'un metge.

## Repartiment
- Lito Cruz …Walensky
- Patricio Contreras …Gustavo Deganis
- Norma Pons …Carmen
- Martín Adjemián …Smith
- Silvina Mañanes …Telma
- Jorge García Marino
- Ángela Ragno …Casera
- Antonio Ugo …Ordoñez
- Enrique Scope …Salerno
- Pablo Iemma …Fito
- Lorena Rivas
- Elita Aizemberg
- Daniel Martínez Castro …Walensky joven
- Luz Abraham …Carmen joven
- Vanesa Vila
- Gabriel Feldman

## Comentarios
Luciano Monteagudo a Página 12 va escriure:
| « | «Sotto voce treballa sobre alguns dels codis més trajinados del cinema negre, però el fa amb la llibertat suficient perquè l'enigma central a poc a poc li vagi cedint importància al desenvolupament dels personatges que aniran apareixent un a un, com en un joc de caixes xineses..» | » |

Fabiana Scherer a La Prensa va opinar:
| « | «Sotto voce recorda a Jacques Tourneur i a Fritz Lang, però a diferència d'aquests cineastes Levin es preocupa massa a aclarir els per què, sense deixar gens lliurat a l'atzar…Al principi juga i posa l'accent en la intriga, que lamentablement més tard s'enfonsa.» | » |

Adolfo C. Martínez a La Nación a opinar:
| « | «Mario Levin, amb astúcia i talent va aconseguir un exacte clima per a narrar aquesta història. En cap moment va desaprofitar les excel·lències d'un guió que, a l'estil del millor cinema negre, fa un complex retrat dels seus personatges, amb la seva càrrega de sentiments, perversions i calidesa.» | » |

Manrupe i Portela escriuen:
| « | «Mario Levin transita per la seva opera prima amb una comodiad que al cinema argentí sembla ciència-ficció. Aquella ciutat (Tennessee), espai no present, permanentment nomenada, presa o lloc vital. L'adaptació va triar un format de contrast entre llums i ombres a vegades sobrecarregat, les zones fosques de la nit, els diàlegs precisos, sense redundàncies, sense retòrica, on el relat en off de Walensky accentua la càrrega del policial negre i li agrega sobretot en l'últim travelling que recorre el Rierol un sabor ben original al qual costa associar, almenys a simple vista, amb algun altre exemple de la història del nostre cinema. » | » |

## Premis i nominacions
Asociación de Cronistas Cinematográficos de la Argentina, Premis Cóndor de Plata 1997
- Mario Levin guanyador del premi a la Millor Òpera Prima.
- Norma Pons guanyadora del Premi a la Millor Actriu de Repartiment.
- Mario Levin i Roberto Scheuer guanyadors del Premi al Millor Guió Adaptat,
- Lito Cruz, nominat al Premi al Millor Actor.
- Martín Adjemián nominat al Premi al Millor Actor de Repartiment.
- José Luis García nominat al Premi a la Millor Fotografia.
- Graciela Oderigo nominada al Premi a la Millor Direcció Artística.

Festival de Cinema de Gramado 1997.
- Mario Levin guanyador del Premi Kikito d'Or al Millor Director en la Competència Llatina.
- Mario Levin nominat al Premi Kikito d'Or a la Millor Pel·lícula de la Competència Llatina.

Festival Internacional de Cinema de Mar del Plata, 1996
- Nominada al Premi a la Millor Pel·lícula.